# Verbo
 Verbo és una pel·lícula espanyola dirigida per Eduardo Chapero-Jackson protagonitzada per Alba García i Miguel Ángel Silvestre. Fou presentada al Festival de Cinema Fantàstic de Sitges.

## Argument
Sara és una jove i tímida heroïna del segle XXI que comença a intuir que en el món ha d'existir alguna cosa més que la seva trista vida. Llavors comença a trobar una sèrie d'inquietants missatges, grafittis i pistes d'algú anomenat "Líriko" que l'empenyen a entrar en una nova dimensió, perillosa i terrorífica, en la qual haurà d'iniciar un viatge per a salvar la seva vida. En el transcurs d'aquest esdevenir pertorbador però ple d'aventures, Sara trobarà un nou repte: la manera de canviar el seu món.

## Repartiment
- Alba García - Sara
- Miguel Ángel Silvestre - Lírico
- Najwa Nimri - Inés
- Macarena Gómez - Prosak
- Verónica Echegui - Medussa
- Nasser Saleh - Darío
- Adam Jezierski - Foco
- Manolo Solo - Professor
- Fernando Soto - Rafa
- Víctor Clavijo - Tótem
- Michelle Asante - Night
- Peter Peralta	- Adolescent japonès
- Djédjé Apali - Hermes
- Sergio Villalba - Hugo

## Concepció
El seu director denomina a la pel·lícula com una rondalla contemporània d'autoconeixement en la qual Sara, una adolescent de l'extraradi de qualsevol ciutat, amb una família aparentment normal, emprèn un viatge des d'aquest hàbitat tan desarrelat a la recerca d'informació i respostes que el seu entorn no li dona. En el transcurs d'aquest viatge, Sara trobarà un nou repte: el de canviar el món.
Chapero-Jackson es va inspirar en les obres de Hayao Miyazaki i en la pel·lícula de Henry Selick Coraline.

## Cançons
La banda sonora original de la pel·lícula va ser publicada per Quartet Records i composta per Pascal Gaigne (que es va encarregar de bandes sonores com la de AzulOscuroCasiNegro) a excepció dels temes Verbo i Palabras, del raper Nach (produïts per Baghira), sent el primer un tema inèdit per a la pel·lícula. A més, l'actriu Alba García presta la seva veu en dos temes, extrets directament de la pel·lícula.

## Nominacions
Als XXVI Premis Goya fou nominat al millor director novell, millor actriu revelació i a la millor cançó original.